# Blue Ridge (Virgínia)
Blue Ridge és una concentració de població designada pel cens dels Estats Units a l'estat de Virgínia. Segons el cens del 2000 tenia 3.188 habitants.

## Demografia
Segons el cens del 2000, Blue Ridge tenia 3.188 habitants, 1.181 habitatges, i 968 famílies. La densitat de població era de 194,8 habitants per km².
Dels 1.181 habitatges en un 34,8% hi vivien nens de menys de 18 anys, en un 72,5% hi vivien parelles casades, en un 6,9% dones solteres, i en un 18% no eren unitats familiars. En el 15,1% dels habitatges hi vivien persones soles el 6,1% de les quals corresponia a persones de 65 anys o més que vivien soles. El nombre mitjà de persones vivint en cada habitatge era de 2,7 i el nombre mitjà de persones que vivien en cada família era de 2,99.
Per edats la població es repartia de la següent manera: un 25% tenia menys de 18 anys, un 4,9% entre 18 i 24, un 29,6% entre 25 i 44, un 30,1% de 45 a 60 i un 10,5% 65 anys o més.
L'edat mediana era de 40 anys. Per cada 100 dones de 18 o més anys hi havia 92,3 homes.
La renda mediana per habitatge era de 59.239 $ i la renda mediana per família de 63.926 $. Els homes tenien una renda mediana de 39.226 $ mentre que les dones 27.284 $. La renda per capita de la població era de 24.683 $. Cap de les famílies i el 2,4% de la població estaven per davall del llindar de pobresa.

## Poblacions més properes
El següent diagrama mostra les poblacions més properes.